# 匹茲堡鎮區 (堪薩斯州米切爾縣)
匹茲堡鎮區（英語：Pittsburg Township）為美國堪薩斯州米切爾縣轄下的鎮區。2010年美国人口普查中該鎮區人口有298人。

## 地理
匹茲堡鎮區涵蓋總面積為93.52平方（36.11平方英里），其中93.51平方（36.10平方英里）為陸地，0.01平方（0.0039平方英里）或0.01%為水域。海拔高度482（1,581英尺）。

## 人口統計
根據2010年美國人口普查，匹茲堡鎮區人口有298人，住房158戶，人口密度為3.19人/每平方公里。此鎮區居民之種族中，白人有294人，非裔美國人有0人，美洲原住民有0人，亞裔美國人有4人，太平洋島裔美國人有0人，其他種族有0人，混血種族則有0人。此外此鎮區有0人為西班牙裔或拉丁裔美國人。

## 交通

### 主要公路
- 181號堪薩斯州州道